# Record europei giovanili del nuoto
I Record europei juniores del nuoto si riferiscono alle migliori prestazioni mai realizzate da nuotatori di sesso maschile e femminile appartenenti alla categoria Juniores e rappresentanti una federazione europea. Gli atleti inclusi in tale categoria sono i seguenti: ragazzi e ragazze che, al 31 dicembre dell'anno in cui stabiliscano il primato, abbiano un'età compresa fra i 14 e i 18 anni.
Ogni record, maschile e femminile, in vasca lunga e in vasca corta, viene ratificato dalla LEN.
(Dati aggiornati al 10 ottobre 2021)

## Vasca Lunga (50m)

### Ragazzi
| Gara                     | Tempo    | +                                     | Atleta                                                                                                 | Nazionalità | Data             | Evento                        | Luogo                     | Ref   |
| ------------------------ | -------- | ------------------------------------- | --- | ----------- | ---------------- | ----------------------------- | ------------------------- | ----- |
| Stile libero             |          |                                       | |             |                  |                               |                           |       |
| 50 m                     | 21"83    |                                       | Artem Selim                                                                                            | Germania    | 7 luglio 2019    | Campionati europei giovanili  | Kazan', Russia            |       |
| 100 m                    | 46"86    | Record mondiale                       | David Popovici                                                                                         | Romania     | 13 agosto 2022   | Campionati europei            | Roma, Italia              |       |
| 200 m                    | 1'42"97  | Miglior prestazione mondiale under 18 | David Popovici                                                                                         | Romania     | 15 agosto 2022   | Campionati europei            | Roma, Italia              |       |
| 400 m                    | 3'44"31  | Miglior prestazione mondiale under 18 | Petar Metsin                                                                                           | Bulgaria    | 9 luglio 2023    | Campionati europei giovanili  | Belgrado, Serbia          |       |
| 800 m                    | 7'43"37  | Miglior prestazione mondiale under 18 | Lorenzo Galossi                                                                                        | Italia      | 13 agosto 2022   | Campionati europei            | Roma, Italia              |       |
| 1500 m                   | 14'41"89 | Miglior prestazione mondiale under 18 | Kuzey Tunçelli                                                                                         | Turchia     | 4 luglio 2024    | Campionati europei giovanili  | Vilnius, Lituania         |       |
| Dorso                    |          |                                       | |             |                  |                               |                           |       |
| 50 m                     | 24"00    | Miglior prestazione mondiale under 18 | Kliment Kolesnikov                                                                                     | Russia      | 4 agosto 2018    | Campionati europei            | Glasgow, Regno Unito      |       |
| 100 m                    | 52"53    | Miglior prestazione mondiale under 18 | Kliment Kolesnikov                                                                                     | Russia      | 6 agosto 2018    | Campionati europei            | Glasgow, Regno Unito      |       |
| 200 m                    | 1'55"14  | Miglior prestazione mondiale under 18 | Kliment Kolesnikov                                                                                     | Russia      | 28 luglio 2017   | Campionati mondiali           | Budapest, Ungheria        |       |
| Rana                     |          |                                       | |             |                  |                               |                           |       |
| 50 m                     | 26"97    | Miglior prestazione mondiale under 18 | Nicolò Martinenghi                                                                                     | Italia      | 4 aprile 2017    | Campionati italiani           | Riccione, Italia          |       |
| 100 m                    | 59"01    | Miglior prestazione mondiale under 18 | Nicolò Martinenghi                                                                                     | Italia      | 23 agosto 2017   | Campionati mondiali giovanili | Indianapolis, Stati Uniti |       |
| 200 m                    | 2'08"32  |                                       | Filip Nowacki                                                                                          | Regno Unito | 4 luglio 2025    | Campionati europei giovanili  | Šamorín, Slovacchia       |       |
| Farfalla                 |          |                                       | |             |                  |                               |                           |       |
| 50 m                     | 22"96    | Miglior prestazione mondiale under 18 | Diogo Ribeiro                                                                                          | Portogallo  | 3 settembre 2022 | Campionati mondiali giovanili | Lima, Perù                |       |
| 100 m                    | 50"62    | Miglior prestazione mondiale under 18 | Kristóf Milák                                                                                          | Ungheria    | 29 luglio 2017   | Campionati mondiali           | Budapest, Ungheria        |       |
| 200 m                    | 1'52"71  | Miglior prestazione mondiale under 18 | Kristóf Milák                                                                                          | Ungheria    | 28 marzo 2018    | Campionati ungheresi          | Debrecen, Ungheria        | [ 1 ] |
| Misti                    |          |                                       | |             |                  |                               |                           |       |
| 200 m                    | 1'56''99 | Miglior prestazione mondiale under 18 | Hubert Kós                                                                                             | Ungheria    | 19 maggio 2021   | Campionati europei            | Budapest, Ungheria        |       |
| 400 m                    | 4'10''02 | Miglior prestazione mondiale under 18 | Ilia Borodin                                                                                           | Russia      | 23 maggio 2021   | Campionati europei            | Budapest, Ungheria        |       |
| Staffette a stile libero |          |                                       | |             |                  |                               |                           |       |
| 4x100 m                  | 3'16"26  |                                       | Arsenii Chivilev (50"23) Aleksandr Shchegolev (48"54) Egor Pavlov (49"67) Andrei Minakov (47"82)       | Russia      | 20 agosto 2019   | Campionati mondiali giovanili | Budapest, Ungheria        |       |
| 4x200 m                  | 7'10"95  |                                       | Richard Marton (1'48"68) Kristóf Milák (1'47"52) Balazs Hollo (1'48"23) Nandor Nemeth (1'46"52)        | Ungheria    | 26 agosto 2017   | Campionati mondiali giovanili | Indianapolis, Stati Uniti |       |
| Staffetta mista          |          |                                       | |             |                  |                               |                           |       |
| 4x100 m                  | 3'33"19  | Miglior prestazione mondiale under 18 | Nikolay Zuev (53"84) Vladislav Gerasimenko (59"53) Andrej Minakov (50"93) Aleksandr Shchegolev (48"89) | Russia      | 25 agosto 2019   | Campionati mondiali giovanili | Budapest, Ungheria        |       |

Legenda:  - Record del mondo;  - Record europeo;  - Record mondiale juniores;

Record non ottenuti in finale: (b) - batteria; (sf) - semifinale; (s) - staffetta prima frazione.

### Ragazze
| Gara                     | Tempo     | +                                     | Atleta | Nazionalità          | Data           | Evento                        | Luogo                  | Ref   |
| ------------------------ | --------- | ------------------------------------- | --- | -------------------- | -------------- | ----------------------------- | ---------------------- | ----- |
| Stile libero             |           |                                       | |                      |                |                               |                        |       |
| 50 m                     | 24”56     | b                                     | Sara Curtis                                                                                                 | Italia               | 8 marzo 2024   | Campionati Italiani Assoluti  | Riccione, Italia       | [ 2 ] |
| 100 m                    | 53"61     |                                       | Freya Anderson                                                                                              | Gran Bretagna        | 8 agosto 2018  | Campionati europei            | Glasgow, Regno Unito   |       |
| 200 m                    | 1'56"55   |                                       | Nikolett Pádár                                                                                              | Ungheria             | 25 luglio 2023 | Campionati mondiali           | Fukuoka, Giappone      |       |
| 400 m                    | 4'03"57   |                                       | Ajna Késely                                                                                                 | Ungheria             | 9 agosto 2018  | Campionati europei            | Glasgow, Regno Unito   |       |
| 800 m                    | 8'21''91  |                                       | Merve Tuncel                                                                                                | Turchia              | 11 luglio 2021 | Campionati europei giovanili  | Roma, Italia           |       |
| 1500 m                   | 15'55''23 |                                       | Merve Tuncel                                                                                                | Turchia              | 11 luglio 2021 | Campionati europei giovanili  | Roma, Italia           |       |
| Dorso                    |           |                                       | |                      |                |                               |                        |       |
| 50 m                     | 27"51     |                                       | Dar'ja Vas'kina                                                                                             | Russia               | 25 luglio 2019 | Campionati mondiali           | Gwangju, Corea del Sud |       |
| 100 m                    | 59"08     |                                       | Anastasija Škurdaj                                                                                          | Bielorussia          | 17 luglio 2020 | Campionati Bielorussi         | Brėst, Bielorussia     |       |
| 200 m                    | 2'06"62   |                                       | Target Time                                                                                                 |                      |                |                               |                        |       |
| Rana                     |           |                                       | |                      |                |                               |                        |       |
| 50 m                     | 29"30     | sf                                    | Benedetta Pilato                                                                                            | Italia               | 22 maggio 2021 | Campionati europei            | Budapest, Ungheria     |       |
| 100 m                    | 1'04"35   | sf                                    | Rūta Meilutytė                                                                                              | Lituania             | 29 luglio 2013 | Campionati mondiali           | Barcellona, Spagna     |       |
| 200 m                    | 2'19"64   | Miglior prestazione mondiale under 18 | Viktoriya Zeynep Güneş                                                                                      | Turchia              | 30 agosto 2015 | Campionati mondiali giovanili | Singapore              |       |
| Farfalla                 |           |                                       | |                      |                |                               |                        |       |
| 50 m                     | 25"66     |                                       | Target Time                                                                                                 |                      |                |                               |                        |       |
| 100 m                    | 56"06     |                                       | Target Time                                                                                                 |                      |                |                               |                        |       |
| 200 m                    | 2'06"26   |                                       | Lana Pudar                                                                                                  | Bosnia ed Erzegovina | 8 luglio 2023  | Campionati europei giovanili  | Belgrado, Serbia       |       |
| Misti                    |           |                                       | |                      |                |                               |                        |       |
| 200 m                    | 2'11"03   |                                       | Target Time                                                                                                 |                      |                |                               |                        |       |
| 400 m                    | 4'34"96   |                                       | Vivien Jackl                                                                                                | Ungheria             | 11 aprile 2024 | Campionati mondiali giovanili | Budapest, Ungheria     | [ 3 ] |
| Staffette a stile libero |           |                                       | |                      |                |                               |                        |       |
| 4x100 m                  | 3'39"91   |                                       | Target Time                                                                                                 |                      |                |                               |                        |       |
| 4x200 m                  | 7'56"06   |                                       | Lucrezia Domina (1'59"69) Bianca Nannucci (1'59"65) Chiara Sama (1'59"19) Alessandra Mao (1'57"53)          | Italia               | 3 luglio 2025  | Campionati europei giovanili  | Šamorín, Slovacchia    |       |
| Staffetta mista          |           |                                       | |                      |                |                               |                        |       |
| 4x100 m                  | 4'00"30   |                                       | Dar'ja Vas'kina (59"90) Evgeniia Chikunova (1'07"45) Aleksandra Sabitova (58"47) Ekaterina Nikonova (54"48) | Russia               | 25 agosto 2019 | Campionati mondiali giovanili | Budapest, Ungheria     |       |

Legenda:  - Record del mondo;  - Record europeo;  - Record mondiale juniores;

Record non ottenuti in finale: (b) - batteria; (sf) - semifinale; (s) - staffetta prima frazione.

### Mista
| Gara                     | Tempo   | + | Atleta | Nazionalità | Data            | Evento                       | Luogo               | Ref |
| ------------------------ | ------- | - | --- | ----------- | --------------- | ---------------------------- | ------------------- | --- |
| Staffetta a stile libero |         |   | |             |                 |                              |                     |     |
| 4x100 m                  | 3'27"35 |   | Aleksandr Shchegolev (48"79) Andrei Minakov (47"72) Daria Tatarinova (55"13) Aleksandra Bykova (52"99)         | Russia      | 27 ottobre 2020 | Campionati Russi             | Kazan', Russia      |     |
| Staffetta mista          |         |   | |             |                 |                              |                     |     |
| 4x100 m                  | 3'47"99 |   | Dar'ja Vas'kina (1'00"15) Vladislav Gerasimenko (1'00"90) Andrei Minakov (52"00) Elizaveta Klevanovich (54"94) | Russia      | 7 luglio 2018   | Campionati europei giovanili | Helsinki, Finlandia |     |

Legenda:  - Record del mondo;  - Record europeo;  - Record mondiale juniores;

Record non ottenuti in finale: (b) - batteria; (sf) - semifinale; (s) - staffetta prima frazione.

## Vasca Corta (25m)

### Ragazzi
| Gara                     | Tempo    | +                                     | Atleta                                                                                                 | Nazionalità   | Data                              | Evento                               | Luogo                                          | Ref   |
| ------------------------ | -------- | ------------------------------------- | --- | ------------- | --------------------------------- | ------------------------------------ | ---------------------------------------------- | ----- |
| Stile libero             |          |                                       | |               |                                   |                                      |                                                |       |
| 50 m                     | 20''98   | Miglior prestazione mondiale under 18 | Kenzo Simons                                                                                           | Paesi Bassi   | 22 dicembre 2019                  | Campionati dei Paesi Bassi           | Tilburg, Paesi Bassi                           |       |
| 100 m                    | 45"64    | Miglior prestazione mondiale under 18 | David Popovici                                                                                         | Romania       | 15 dicembre 2022                  | Campionati mondiali                  | Melbourne, Australia                           |       |
| 200 m                    | 1'40"79  |                                       | David Popovici                                                                                         | Romania       | 18 dicembre 2022                  | Campionati mondiali                  | Melbourne, Australia                           | [ 4 ] |
| 400 m                    | 3'39"89  |                                       | Kristóf Milák                                                                                          | Ungheria      | 8 novembre 2018                   |                                      | Százhalombatta, Ungheria                       |       |
| 800 m                    | 7'35"30  |                                       | Pacome Bricout                                                                                         | Francia       | 27 ottobre 2023                   | Campionati francesi                  | Angers, Francia                                |       |
| 1500 m                   | 14'27"78 | Miglior prestazione mondiale under 18 | Gregorio Paltrinieri                                                                                   | Italia        | 24 novembre 2012                  | Campionati europei                   | Chartres, Francia                              |       |
| Dorso                    |          |                                       | |               |                                   |                                      |                                                |       |
| 50 m                     | 22"77    | Miglior prestazione mondiale under 18 | Kliment Kolesnikov                                                                                     | Russia        | 14 dicembre 2018                  | Campionati mondiali                  | Hangzhou, Cina                                 |       |
| 100 m                    | 48"90    | Miglior prestazione mondiale under 18 | Kliment Kolesnikov                                                                                     | Russia        | 22 dicembre 2017                  | Salnikov Swim Cup                    | San Pietroburgo, Russia                        |       |
| 200 m                    | 1'48"02  | Miglior prestazione mondiale under 18 | Kliment Kolesnikov                                                                                     | Russia        | 13 dicembre 2017                  | Campionati europei                   | Copenaghen, Danimarca                          | [ 5 ] |
| Rana                     |          |                                       | |               |                                   |                                      |                                                |       |
| 50 m                     | 25"85    | Miglior prestazione mondiale under 20 | Simone Cerasuolo                                                                                       | Italia        | 30 novembre 2021                  | Campionati italiani                  | Riccione, Italia                               |       |
| 100 m                    | 56"66    | Miglior prestazione mondiale under 20 | Simone Cerasuolo                                                                                       | Italia        | 1º dicembre 2021                  | Campionati italiani                  | Riccione, Italia                               |       |
| 200 m                    | 2'03"76  |                                       | Target Time                                                                                            |               |                                   |                                      |                                                |       |
| Farfalla                 |          |                                       | |               |                                   |                                      |                                                |       |
| 50 m                     | 22"34    | Miglior prestazione mondiale under 18 | Andrei Minakov                                                                                         | Russia        | 18 dicembre 2020                  | Campionati Russi                     | San Pietroburgo, Russia                        |       |
| 100 m                    | 50"12    |                                       | Andrei Minakov                                                                                         | Russia        | 22 dicembre 2020                  | Campionati Russi                     | San Pietroburgo, Russia                        |       |
| 200 m                    | 1'51"84  |                                       | Krzysztof Chmielewski                                                                                  | Polonia       | 12 novembre 2021 16 dicembre 2021 | Arena Grand Prix Campionati mondiali | Poznań, Polonia Abu Dhabi, Emirati Arabi Uniti |       |
| Misti                    |          |                                       | |               |                                   |                                      |                                                |       |
| 100 m                    | 50"63    | Miglior prestazione mondiale under 18 | Kliment Kolesnikov                                                                                     | Russia        | 14 dicembre 2018                  | Campionati mondiali                  | Hangzhou, Cina                                 |       |
| 200 m                    | 1'52"87  |                                       | Hubert Kós                                                                                             | Ungheria      | 5 novembre 2021                   | Campionati europei                   | Kazan', Russia                                 |       |
| 400 m                    | 3'56"47  | Miglior prestazione mondiale under 18 | Ilia Borodin                                                                                           | Russia        | 20 dicembre 2021                  | Campionati mondiali                  | Abu Dhabi, Emirati Arabi Uniti                 |       |
| Staffette a stile libero |          |                                       | |               |                                   |                                      |                                                |       |
| 4x50 m                   | 1'27"92  |                                       | Target Time                                                                                            |               |                                   |                                      |                                                |       |
| 4x100 m                  | 3'12"97  |                                       | Rafal Slowik Kacper Piotrowski Bartosz Piszczorowicz Kacper Stokowski                                  | Polonia       | 21 dicembre 2017                  | Campionati polacchi invernali        | Łódź, Polonia                                  |       |
| 4x200 m                  | 7'09"77  |                                       | Evan Davidson (1'48"45) Jacob Mills (1'47"23) Luke Hornsey (1'48"05) David Annis (1'46"04)             | Gran Bretagna | 15 dicembre 2023                  | Ontario Junior International         | Toronto, Canada                                |       |
| Staffette miste          |          |                                       | |               |                                   |                                      |                                                |       |
| 4x50 m                   | 1'37"23  |                                       | | Russia        | 28 novembre 2021                  | Campionato russo giovanile           | Saransk, Russia                                |       |
| 4x100 m                  | 3'33"36  |                                       | Matthew Ward (51"98) Calum Melville (59"90) Antonio Rodriguez (52"60) Reuben Rowbotham-Keating (48"88) | Gran Bretagna | 18 dicembre 2022                  | Ontario Junior International         | Toronto, Canada                                |       |

Legenda:  - Record del mondo;  - Record europeo;  - Record mondiale juniores;

Record non ottenuti in finale: (b) - batteria; (sf) - semifinale; (s) - staffetta prima frazione.

### Ragazze
| Gara                     | Tempo    | +                                                      | Atleta                                                                     | Nazionalità | Data             | Evento                        | Luogo                | Ref |
| ------------------------ | -------- | ------------------------------------------------------ | -------------------------------------------------------------------------- | ----------- | ---------------- | ----------------------------- | -------------------- | --- |
| Stile libero             |          |                                                        |                                                                            |             |                  |                               |                      |     |
| 50 m                     | 23"69    | Miglior prestazione mondiale under 18                  | Anastasija Škurdaj                                                         | Bielorussia | 18 dicembre 2020 | Campionati Bielorussi         | Brėst, Bielorussia   |     |
| 100 m                    | 52"36    |                                                        | Anastasja Gorbenko                                                         | Israele     | 24 ottobre 2020  | International Swimming League | Budapest, Ungheria   |     |
| 200 m                    | 1'53"51  |                                                        | Nikoletta Padar                                                            | Ungheria    | 9 dicembre 2023  | Campionati europei            | Otopeni, Romania     |     |
| 400 m                    | 3'58"91  |                                                        | Isabel Marie Gose                                                          | Germania    | 17 novembre 2019 | Campionati Tedeschi           | Berlino, Germania    |     |
| 800 m                    | 8'11"99  |                                                        | Target Time                                                                |             |                  |                               |                      |     |
| 1500 m                   | 15'45"29 |                                                        | Merve Tuncel                                                               | Turchia     | 22 dicembre 2020 |                               | Istanbul, Turchia    |     |
| Dorso                    |          |                                                        |                                                                            |             |                  |                               |                      |     |
| 50 m                     | 26"15    |                                                        | Marija Kameneva                                                            | Russia      | 10 dicembre 2016 | Campionati mondiali           | Windsor, Canada      |     |
| 100 m                    | 55"99    | Miglior prestazione mondiale under 18                  | Mie Nielsen                                                                | Danimarca   | 13 dicembre 2013 | Campionati europei            | Herning, Danimarca   |     |
| 200 m                    | 2'02"25  |                                                        | Target Time                                                                |             |                  |                               |                      |     |
| Rana                     |          |                                                        |                                                                            |             |                  |                               |                      |     |
| 50 m                     | 28"81    | Miglior prestazione mondiale under 18 · Record europeo | Benedetta Pilato                                                           | Italia      | 21 novembre 2020 | International Swimming League | Budapest, Ungheria   |     |
| 100 m                    | 1'02"36  | Miglior prestazione mondiale under 18 · Record europeo | Rūta Meilutytė                                                             | Lituania    | 12 ottobre 2012  | Coppa del Mondo               | Mosca, Russia        |     |
| 200 m                    | 2'16"88  | Miglior prestazione mondiale under 18                  | Evgeniia Chikunova                                                         | Russia      | 5 novembre 2021  | Campionati europei            | Kazan', Russia       |     |
| Farfalla                 |          |                                                        |                                                                            |             |                  |                               |                      |     |
| 50 m                     | 25"28    |                                                        | Anastasija Škurdaj                                                         | Bielorussia | 5 dicembre 2019  | Campionati europei            | Glasgow, Regno Unito |     |
| 100 m                    | 55"64    | Miglior prestazione mondiale under 18                  | Anastasija Škurdaj                                                         | Bielorussia | 1 novembre 2020  | International Swimming League | Budapest, Ungheria   |     |
| 200 m                    | 2'05"41  |                                                        | Target Time                                                                |             |                  |                               |                      |     |
| Misti                    |          |                                                        |                                                                            |             |                  |                               |                      |     |
| 100 m                    | 57"59    | Miglior prestazione mondiale under 18                  | Anastasija Škurdaj                                                         | Bielorussia | 22 novembre 2020 | International Swimming League | Budapest, Ungheria   |     |
| 200 m                    | 2'05"98  |                                                        | Anastasja Gorbenko                                                         | Israele     | 9 novembre 2020  | International Swimming League | Budapest, Ungheria   |     |
| 400 m                    | 4'31"06  |                                                        | Target Time                                                                |             |                  |                               |                      |     |
| Staffette a stile libero |          |                                                        |                                                                            |             |                  |                               |                      |     |
| 4x50 m                   | 1'41"62  |                                                        | Target Time                                                                |             |                  |                               |                      |     |
| 4x100 m                  | 3'40"34  |                                                        | Cecilia Antinarelli, Sara Paolina Marconi, Alice Muffatti, Alice Guarnieri | 🇮🇹, ITALY   | 28/03/2025       | Criteria nazionali giovanili  | 🇮🇹, Riccione,Italy   |     |
| 4x200 m                  | 8'01"92  |                                                        | Target Time                                                                |             |                  |                               |                      |     |
| Staffette miste          |          |                                                        |                                                                            |             |                  |                               |                      |     |
| 4x50 m                   | 1'50"85  |                                                        | Target Time                                                                |             |                  |                               |                      |     |
| 4x100 m                  | 4'03"18  |                                                        | Target Time                                                                |             |                  |                               |                      |     |

Legenda:  - Record del mondo;  - Record europeo;  - Record mondiale juniores;

Record non ottenuti in finale: (b) - batteria; (sf) - semifinale; (s) - staffetta prima frazione.

### Mista
| Gara                     | Tempo   | + | Atleta      | Nazionalità | Data | Evento | Luogo | Ref |
| ------------------------ | ------- | - | ----------- | ----------- | ---- | ------ | ----- | --- |
| Staffetta a stile libero |         |   |             |             |      |        |       |     |
| 4x50 m                   | 1'34"77 |   | Target Time |             |      |        |       |     |
| Staffetta mista          |         |   |             |             |      |        |       |     |
| 4x50 m                   | 1'43"93 |   | Target Time |             |      |        |       |     |

Legenda:  - Record del mondo;  - Record europeo;  - Record mondiale juniores;

Record non ottenuti in finale: (b) - batteria; (sf) - semifinale; (s) - staffetta prima frazione.